# Crew (Marineoffiziere)

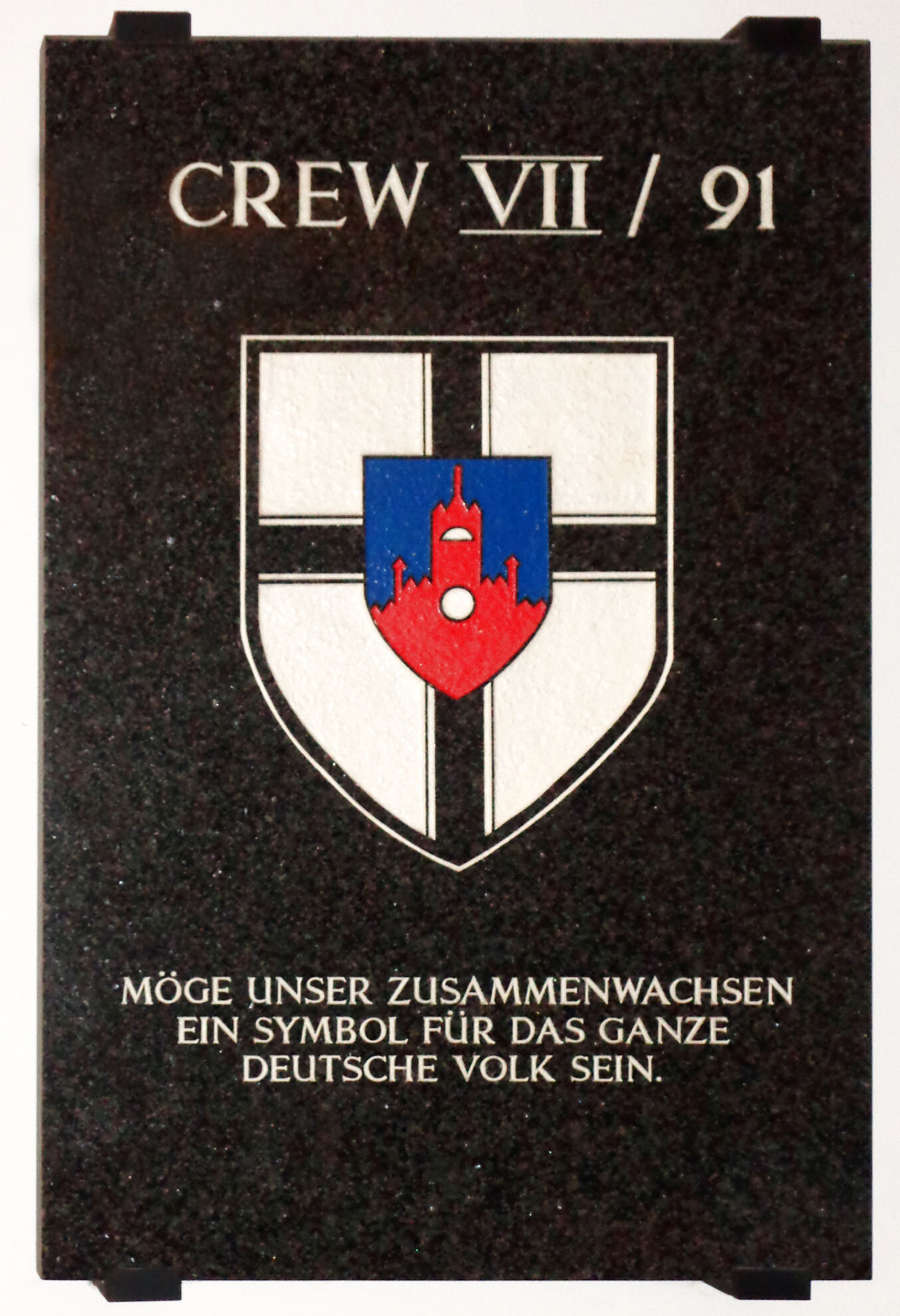
Erste gesamtdeutsche Crew (Marineschule Mürwik)

Crew ist die informelle Bezeichnung für einen Jahrgang von Marineoffizieren, die zur selben Zeit zum Beginn der Offizierslaufbahn in eine deutsche Marine eingetreten sind. Historisch bedeutet dies in die Kaiserliche Marine, die Reichsmarine, die Kriegsmarine, die Bundesmarine oder die Deutsche Marine. Bis auf wenige Ausnahmen oder Seiteneinsteiger bildete sich das deutsche Marine-Offizierskorps aus den Teilnehmern dieser Jahrgänge.

## Geschichte
Die historische Entwicklung des deutschen Marine-Offizierskorps mit seinen primär militärischen Führungsrollen oder sekundär gesellschaftlichen Rollen hat Ursprünge beim Hofstaatswesen von seefahrenden Nationen. Beim Preußischen Hofstaat hatte die Besetzung von militärischen Funktionsbereichen traditionell eine besondere Bedeutung. Durch das Wachstum der militärischen Flotten in der Neuzeit wuchs der Bedarf an Offizieren in einem Umfang, dass er nicht mehr aus dem Bereich des Hofstaats gedeckt werden konnte. Während Wilhelm I. noch mit einem Erlass im November 1879 die Admiralität ermahnte, bei den Einstellungen zugunsten der etablierten Stände zurückhaltend zu sein, setzte später ein Umdenken ein. Mit der A.K.O (Allerhöchste Kabinettsorder) vom 29. März 1890 befahl der Kaiser einen neuen Kurs zur Einstellung der Kadetten. Von 1899 bis 1914 wurden 3.425 Kadetten zur Marine eingeschrieben. Ab 1899 wurden die Jahrgangsteilnehmer als Seekadett in die Marine aufgenommen. Die Jahrgangsgrößen ab 1900 (Crew 00) sind wie folgt überliefert:
| Jahrgang | Stärke |
| -------- | ------ |
| Crew 00  | 203    |
| Crew 02  | 200    |
| Crew 05  | 159    |

| Jahrgang | Stärke |
| -------- | ------ |
| Crew 07  | 189    |
| Crew 08  | 203    |
| Crew 10  | 205    |

| Jahrgang | Stärke |
| -------- | ------ |
| Crew 11  | 213    |
| Crew 12  | 242    |
| Crew 13  | 289    |

| Jahrgang | Stärke  |
| -------- | ------- |
| 1914     | 0       |
| 1915     | 0       |
| 1916     | ca. 250 |

| Jahrgang    | Stärke  |
| ----------- | ------- |
| Crew 17     | ca. 250 |
| Crew 18 (A) | 200     |
| Crew 18 (B) | 200     |

Unter dem anglophilen Wilhelm II. orientierte sich die Kaiserliche Marine an der Royal Navy. Clay Blair führt zur Entstehung des Begriffs aus: „Im Normalfall trat der deutsche Marinenachwuchs mit achtzehn in die Marine ein, […] wie die Rekruten in der Kaiserlichen Marine verbrachten alle das erste Jahr auf See als Mannschaftsdienstgrade auf einem Segelschiff mit voller Takelage. Das Eintrittsjahr wurde daher als ‚Crew-Jahr‘ bezeichnet, vergleichbar mit dem ‚Class‘-Jahr in anderen Kriegsmarinen.“ (Clay Blair) Bezeichnet wurden die Einstellungsjahrgänge nur mit der Jahreszahl, die sich auch in den Ehrenranglisten findet, beispielsweise Crew 12. Ab dem 1. Oktober 1910 wurde die erste Crew der neu eingerichteten Marineschule Mürwik ausgebildet. Sie hatte die Bezeichnung Crew 09 und war zuvor in Grundausbildung und im Schiffsdienst gewesen. Die Reichsmarine der Weimarer Republik behielt die Benennungssystematik bei.

### Reichsmarine und Kriegsmarine

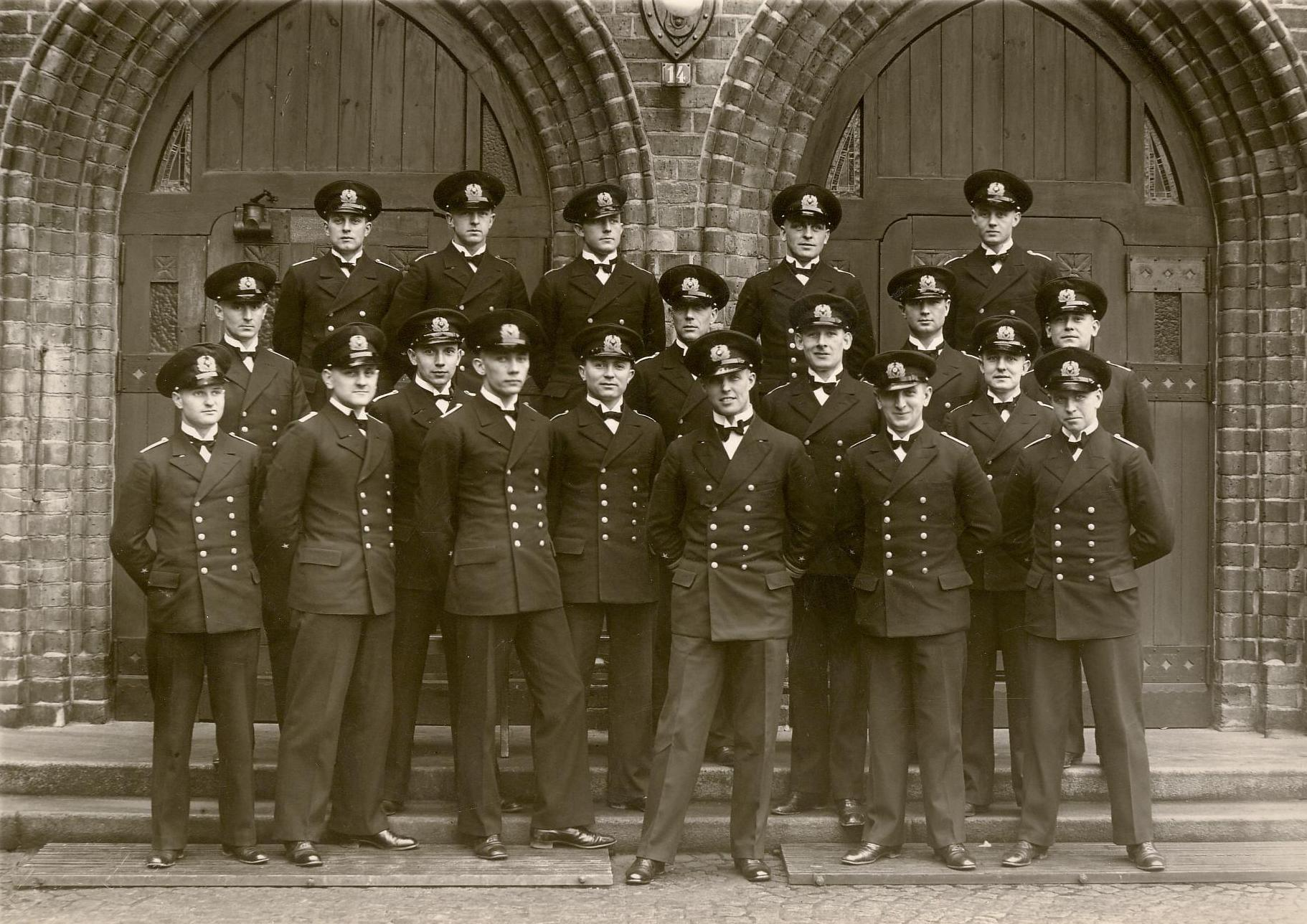
Absolventen der Marineschule Mürwik 1929

Eine Vergrößerung einer Crew wurde erstmals im Jahre 1932 notwendig, als beim Untergang des Schulschiffes Niobe im Fehmarnbelt ein erheblicher Teil der Offiziersanwärter der Crew 1932 ums Leben kamen, die unter Deck am Unterricht teilnahmen, als das Schiff in einer plötzlichen Bö kenterte. Um die entstandene Lücke zu füllen, wurden zum einen im Herbst weitere Rekruten angenommen, zum anderen wurde es Unteroffizieren ermöglicht, in die höhere Laufbahn einzutreten. Zudem wurden zivile Handelsschiffsoffiziere dazu motiviert, in die Reichsmarine einzutreten. Zu diesen sogenannten HSO, die im Jahr 1933 eintraten, aber aufgrund ihrer Vorkenntnisse unter Verzicht auf eine nautische Grundausbildung auf einem Schulschiff in die Crew 1932 „eingereiht“ wurden, gehörten zum Beispiel Günther Prien, Jost Metzler und Wilhelm Schulz. Die Kadetten und die HSO wurden Anfang 1934 zu einer Crew zusammengeführt, zu Fähnrichen befördert und begannen gemeinsam ihre Ausbildung an der Marineschule Mürwik. Mit den größer werdenden Crews der Kriegsmarine wurde es notwendig, auch den Einstellungsmonat zu benennen. Manchmal wurde auch nach Kompanien und Inspektionen unterschieden. Einige Crews gaben sich Beinamen, zum Beispiel die Olympia Crew, Crew 38 Großdeutschland oder die Skagerrak Crew 1942.

„Obgleich nach dem 1. Weltkrieg nur etwa 20% aktiv blieben, ging nur mit wenigen der Kontakt verloren. Dabei war die ‚Crew 14‘, wie in der Marine die Offizierjahrgänge heißen, nur die ersten Tage in Mürwick zusammen, dann nie wieder.“

„Dieses englische Wort, das eigentlich Mannschaft, Besatzung bedeutet, ist in der Kriegsmarine die traditionelle Bezeichnung der zu gleichem Zeitpunkt eintretenden Offiziersanwärter. Der Begriff Crew schlingt ein festes inneres Band um sie, so stark, wie es wohl nicht einmal bei den gemeinsamen Altersklassen von Schülern und Studenten der Fall ist.“

In der Reichs- und Kriegsmarine war es üblich, dass alle Mitglieder früherer Crews und auch Crewkameraden die Marine verließen, wenn ein neuer Oberbefehlshaber berufen wurde. Diese Tradition wurde – aufgrund des hohen Bedarfs an Offizieren – aufgegeben, als Karl Dönitz zum Oberbefehlshaber der Kriegsmarine wurde.

### Bundeswehr
In der Bundeswehr wurde der Crewgedanke beibehalten. Als querschnittliche Verbindung eines Einstellungsjahrgangs ergänzt er die Dienstgradgruppe der Marineoffiziere.  Über Jahrzehnte wurden die meisten Crews zum 1. April oder zum 1. Oktober einberufen, seit 1972 zum 1. Juli. Ausnahme bildet hier die Crew VI/89, die zum 1. Juni 1989 eingezogen wurde. Wie in der Kriegsmarine werden sie mit der römischen Monatszahl und der arabischen Jahreszahl bezeichnet; so ist die Crew IV/64 im April 1964 (zur Allgemeinen Grundausbildung) eingerückt. Seit dem Jahr 2000 werden die Jahre vierstellig angegeben: Crew VII/2000, Crew I/2001 (Offizieranwärter des Militärfachlichen Dienstes), Crew VIII/2001 (Reserveoffizieranwärter). Die Zuordnung von Seiteneinsteigern und ehemaligen Unteroffizieren ist gängig, in Hinblick auf das Dienstalter aber oft nicht einfach.
In der Bundesmarine durchliefen ungediente Offizieranwärter (und Umsteiger der Handelsmarine) die Grundausbildung (Bundeswehr) zunächst im Marineausbildungsbataillon 3 in Glückstadt. Die Zeit- und Reserveoffizieranwärter der Crew VII/73 durchliefen die Grundausbildung an der Marineunteroffizierschule in Plön. Ab Crew VII/74 fand diese Grundausbildung auch an der Marineschule Mürwik statt. Heute sind in einer Crew mit Einstellungsdatum Juli (VII, Offizieranwärter des Truppendienstes) etwa 220–300 Offizieranwärter beiderlei Geschlechts, einschließlich etwa 10 % ausländische Offizieranwärter (so z. B. jedes Jahr 2–3 Offizieranwärter aus Frankreich). In der Grundausbildung, auf SSS Gorch Fock, an der Marineschule Mürwik und an den Universitäten der Bundeswehr bleibt die Crew großenteils zusammen. Naturgemäß gehen die angehenden Sanitätsoffiziere teilweise andere Wege. Die Seefahrerausbildung erfolgte bis 1990 auch auf dem Schulschiff Deutschland, seither im Einsatzausbildungsverband (EAV).
In der Regel erreichen zehn Offiziere einer Crew den Dienstgrad Kapitän zur See; noch weniger werden Flaggoffizier.

### Zusammenhalt
Die Zugehörigkeit zu einer Crew ist kein Verwaltungsakt; man kann aber aus einer Crew nicht „austreten“. Über den Tod hinaus bleibt sie ein Personenmerkmal.

„Ist man einmal Mitglied einer Crew geworden, so ist damit eine lebenslange Bindung entstanden, die man nicht zerreißt und welche die Familien mit umfasst.“

Die meisten Crews haben ein mehr oder weniger originelles Wappen mit einem Wahlspruch, zum Beispiel den Großen Wagen und Semper recta via („Immer auf dem richtigen/rechten Kurs“, Crew X/67). Getreu der (überlebten) Devise „Erst siegen, dann heiraten!“ ersetzte die „Westindien-Crew“ X/37 Palmwedel und Machete durch Schwert und Ehering.
Die familiäre Kameradschaft wird mit Anschriftenverzeichnissen, Crewtreffen, Rundbriefen und Homepages, zum Teil auch mit Zeitschriften und Jahrbüchern gepflegt. Allgemeine Meldungen erscheinen im internen (gelben) Teil des Marineforums. Die Witwen verstorbener Kameraden gehören zur Crew.

## „Bolzen“

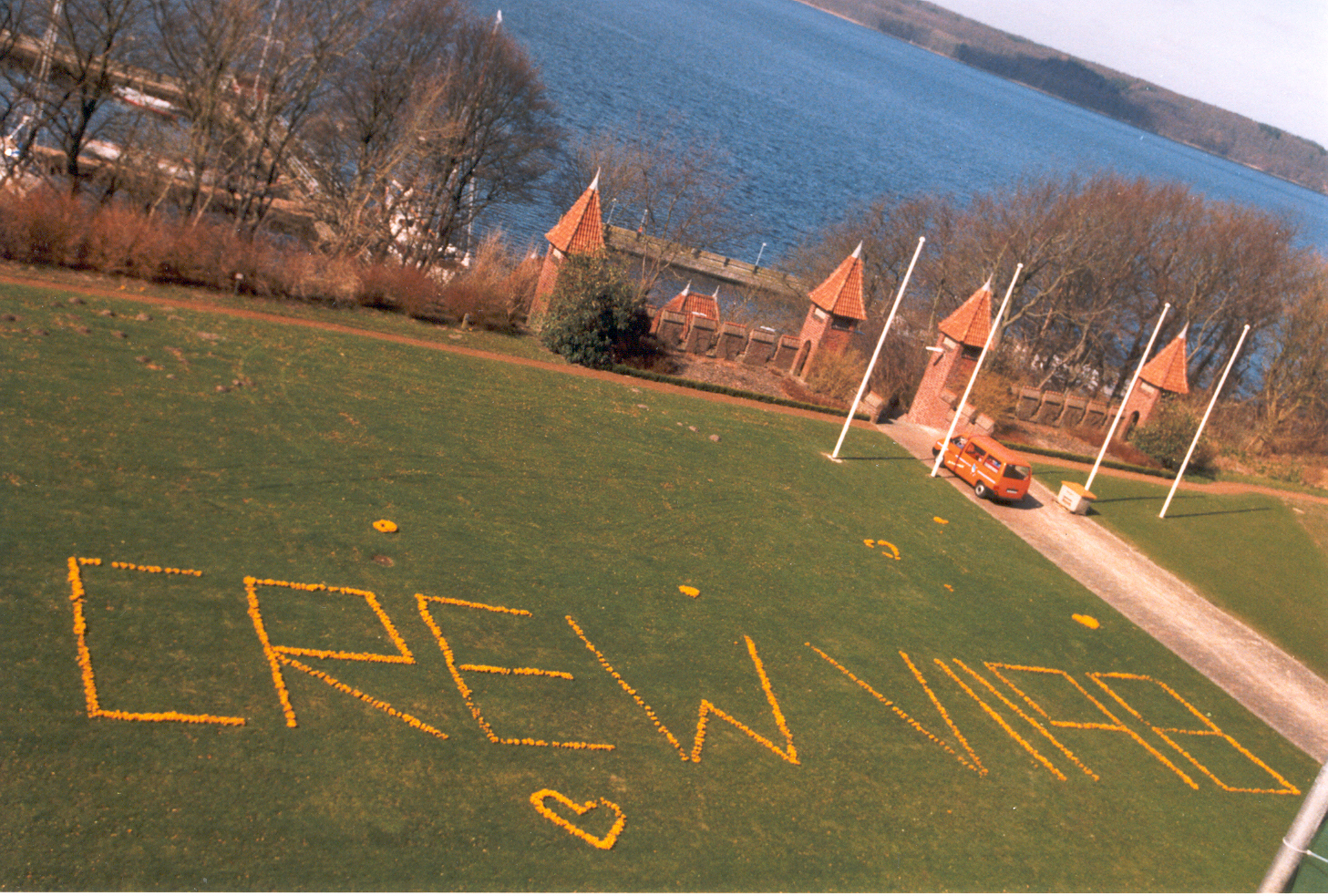
Krokusse der Crew VII/98

Ein alter Brauch ist der sogenannte Crewbolzen, ein Scherz der Fähnriche am Ende des Offizierlehrgangs an der Marineschule Mürwik. Legendär ist das Kinderfest der Crew IV/65. Auf eine gar nicht ernst gemeinte Anzeige im Flensburger Tageblatt kamen hunderte Familien nach Mürwik. Völlig überrascht und unvorbereitet, machte man aus der Not eine Tugend. Das Marinemusikkorps wurde alarmiert. Flensburgs Bäckereien und Getränkemärkte halfen großzügig. Marinehubschrauber machten Rundflüge über der Flensburger Förde.
Nach ihrem Besuch fand eine Heereseinheit ihre Kübelwagen nicht wieder – sie waren im Wald hinter der Schule vergraben. Nicht ohne Reiz waren die Stripperin im Fähnrichskostüm beim Abschlussball (Crew X/69) und der Paradeelefant für den Kommandeur (Crew VII/88). Zur allgemeinen Enttäuschung hatte die Crew VII/98 die MSM ohne Bolzen verlassen – bis im Frühling 2000 ihre Krokusse auf der Admiralswiese blühten.
Das Wehrgeschichtliche Ausbildungszentrum der Marineschule Mürwik führt eine Bolzenakte.

## Literatur

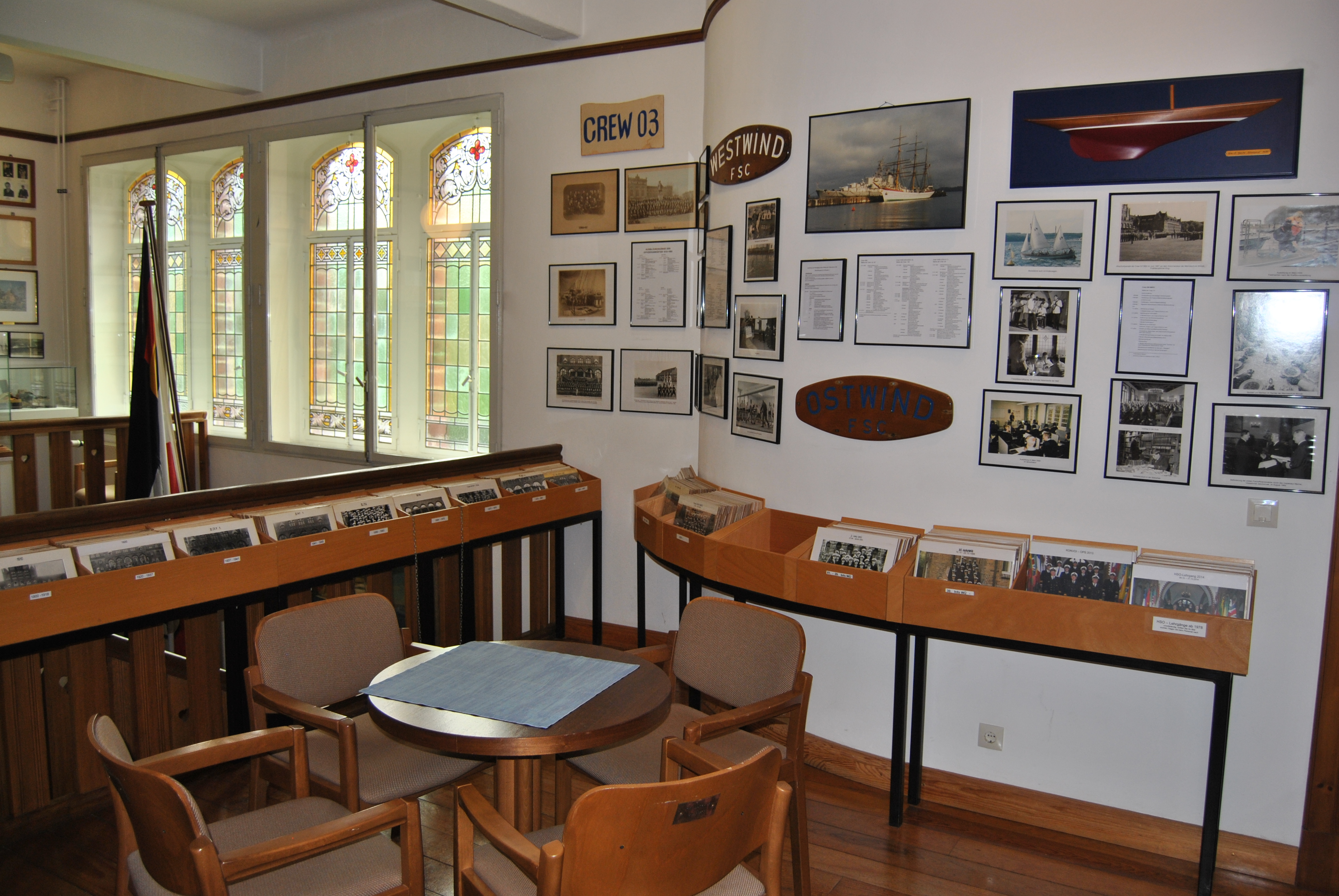
Crewfoto-Sammlung mit fast allen Einstellungsjahrgängen seit 1866 (WGAZ)

## Admirale nach Crew (Bundeswehr)
(Aktive Admirale sind blau markiert)
| Crew   | Namen | Bild                                 |
| ------ | --- | ------------------------------------ |
| VII/91 | Sascha Helge Rackwitz |                                      |
| VII/90 | Axel Schulz, Stephan Plath, Richard Kesten |                                      |
| VI/89  | Ralf Kuchler, Christian Meyer |                                      |
| VII/88 | Wilhelm Tobias Abry, Christian Bock, Andreas Mügge                                                                                              |                                      |
| VII/87 | Dirk Gärtner, Thorsten Marx, Matthias Potthoff                                                                                                  |                                      |
| VII/86 | Stephan Haisch, Henning Faltin, Andreas Czerwinski, Thomas Lehnen, Axel Ristau                                                                  |                                      |
| VII/85 | Carsten Stawitzki, Axel Deertz, Hans-Jörg Detlefsen                                                                                             |                                      |
| VII/84 | Christoph Müller-Meinhard, Jens Nemeyer, Ulrich Reineke, Kay-Achim Schönbach                                                                    |                                      |
| VII/83 | Jan Christian Kaack, Frank Martin Lenski, Helge Risch                                                                                           |                                      |
| VII/82 | Stefan Pauly |                                      |
| VII/81 | Thomas Daum, Lars Holm, Jürgen zur Mühlen |                                      |
| VII/80 | Jörg Klein, Michael Kulla, Jean Martens, Jens Beckmann                                                                                          |                                      |
| VII/78 | Joachim Rühle, Jürgen Losch, Klaus-Michael Nelte, Knut Reuter                                                                                   |                                      |
| VII/77 | Michael Busse, Rainer Brinkmann, Rainer Endres, Thomas Jugel                                                                                    |                                      |
| VII/76 | Jürgen Ehle, Stephan Apel, Thomas Ernst, Andreas Krause, Markus Krause-Traudes, Hans-Christian Luther                                           |                                      |
| VII/75 | Michael Knabe, Horst-Dieter Kolletschke, Wolfgang Titius                                                                                        |                                      |
| VII/74 | Martin Krebs, Heinrich Lange, Karsten Schneider                                                                                                 | v. l. n. r.: Lange, Krebs, Schneider |
| VII/73 | Wolfgang Bremer, Georg von Maltzan, Manfred Nielson, Thorsten Kähler                                                                            | Admiral Nielson                      |
| VII/72 | Wolfgang Barth, Karl-Wilhelm Bollow, Klaus von Dambrowski, Roland Hemeling, Wolfram Kühn, Werner Lüders, Jürgen Mannhardt, Karl-Wilhelm Ohlms   |                                      |
| X/71   | Michael Mollenhauer, Axel Schimpf |                                      |
| X/70   | Rainer Pinnow |                                      |
| X/69   | Manfred Hartmann, Hubertus von Puttkamer, Karl-Heinz Riemke, Rolf Schmitz                                                                       |                                      |
| X/68   | Christoph Büttner, Hubert Haß, Jens-Volker Kronisch, Hans-Joachim Stricker, Hans-Jochen Witthauer                                               |                                      |
| X/67   | Günther Brassel |                                      |
| IV/67  | Jürgen Kratzmann |                                      |
| X/66   | Henning Bess, Gottfried Hoch, Henning Hoops, Wolfgang Nolting                                                                                   |                                      |
| IV/66  | Christoph Diehl, Heinz-Eugen Eberbach, Rainer Feist, Klaus-Dieter Fritz, Klaus-Peter Hirtz, Wolfgang Kalähne, Frank Ropers, Viktor Toyka        |                                      |
| X/65   | Dieter Leder, Walter Reichenmiller, |                                      |
| IV/65  | Lutz Feldt, Detlev Hoepner, Ulrich Otto |                                      |
| IV/64  | Jörg Auer, Uwe Kahre |                                      |
| IV/63  | Götz Eberle, Thomas Kempf |                                      |
| IV/62  | Bernd Heise, Rudolf Lange, Hans Lüssow, Kurt Pfennig, Karl-Wilhelm Rosberg, Lennart Souchon                                                     |                                      |
| IV/61  | Hans Frank, Volker Liche |                                      |
| X/60   | Reinhold Siebert |                                      |
| IV/60  | Karl-Heinz Kelle |                                      |
| IV/59  | Hans Rudolf Boehmer, Otto H. Ciliax, Wolfgang Engelmann, Waldemar Feldes, Jürgen Geier, Klaus Jancke, Klaus-Dieter Laudien, Jörk-Eckart Reschke |                                      |
| X/58   | Kurt Fischer |                                      |
| IV/58  | Gerhard Güllich, Erich Happach, Dirk Horten, Detlef Kammholz, Hans-Achim Romer, Horst Sommermeyer, Ulrich Weisser, Dieter Willers               |                                      |
| IX/57  | Christian Giermann, Sigurd Hess, Hans-Jürgen von Hößlin, Willi Krauß, Klaus Schwabe                                                             |                                      |
| IV/57  | Diether Hülsemann, Ulrich Hundt, Klaus-Peter Niemann, Heinrich Schuur, Dieter Wellershoff                                                       |                                      |
| IX/56  | Klaus Rehder, Karlheinz Max Reichert, Alfons Teipel                                                                                             |                                      |
| V/56   | Dieter-Franz Braun, Wolfgang Brost, Hans-Joachim Mann, Hans-Jochen Meyer-Höper, Klaus-Dieter Sievert, Kurt Ziebis                               |                                      |
| I/56   | Gerhard Bing, Jürgen Dubois, Konrad Ehrensberger, Hein-Peter Weyher                                                                             |                                      |